# 北野憲造
北野 憲造（きたの けんぞう、1889年（明治22年）8月24日 - 1960年（昭和35年）7月25日）は、日本の陸軍軍人。最終階級は陸軍中将。

## 経歴
滋賀県出身。税務署長・北野本次郎の息子として生まれる。彦根中学校、大阪陸軍地方幼年学校、中央幼年学校を経て、1910年（明治43年）5月、陸軍士官学校（22期）を卒業。同年12月、陸軍歩兵少尉に任官し歩兵第38連隊付となる。参謀本部付勤務などを経て、1919年（大正8年）11月、陸軍大学校（31期）を卒業した。
教育総監部付勤務、教育総監部課員、ドイツ駐在、教育総監部課員、歩兵第3連隊大隊長、教育総監部課員、陸軍省人事局課員などを歴任し、1933年（昭和8年）8月、歩兵大佐に昇進し陸士本科生徒隊長となった。
1935年（昭和10年）3月、歩兵第37連隊長となり、1937年（昭和12年）8月、陸軍少将に進級し琿春駐屯隊長に就任。1938年（昭和13年）3月、朝鮮軍参謀長となり、支那駐屯憲兵隊司令官を経て、1939年（昭和14年）10月、陸軍中将に進んだ。1940年（昭和15年）7月、第4師団長に親補され中国戦線で活動した。
1942年（昭和17年）7月、陸軍公主嶺学校長に就任し、第19軍司令官を経て、陸士校長として終戦を迎えた。1945年（昭和20年）9月、第12方面軍兼東部軍管区司令官となり、次いで東部復員連絡局長を勤め、1946年（昭和21年）3月に復員した。
1947年（昭和22年）11月28日、公職追放仮指定を受けた。

## 栄典
位階
- 1911年（明治44年）3月10日 - 正八位[2]
- 1914年（大正3年）2月10日 - 従七位[3]
- 1919年（大正8年）3月20日 - 正七位[4]
- 1924年（大正13年）5月15日 - 従六位[5]
- 1937年（昭和12年）9月1日 - 正五位[6]

勲章
- 1939年（昭和14年）11月13日 - 勲二等瑞宝章[7]
- 1942年（昭和17年）
  - 1月14日  - 勲一等瑞宝章[8]
  - 5月12日 - 旭日大綬章[9]